# Ушацький район
Ушацький район (зустрічається також варіант Вушацький; біл. Ушацкі раён) — адміністративна одиниця у центрі Вітебської області (Білорусь).
Районний центр — селище міського типу Ушачі.

## Географія

### Територія
Площа району — 2720 км²

### Водна система
У районі нараховується 178 озер загальною площею близько 77 км кв, 18 малих та середніх річок, безліч струмків. Найзначніші річки — Західна Двіна, Ушача.
До озер відносяться Адворенське та інші.

## Населення

### Чисельність
Населення району — 19,1 тис. чоловік, у тому числі 5,8 тисяч — в Ушачах.

## Економіка

### Транспорт
Основний транспорт Ушацького району — автобус. Перевізник — Новополоцьке АТП № 6 ф-л Ушачі, що також обслуговує єдиний міський маршрут і кілька маршрутів маршрутних таксі.

## Культура та освіта
В Ушачах працюють середня школа та 4 дитячих садки.

## Визначні пам'ятки
Меморіальний комплекс «Прорив», присвячений вигнанню німців та відновленню радянської влади в Ушачі.

## Відомі уродженці й жителі
- Биков Василь Володимирович (с. Бички) — актор;
- Е.Лось (Старовина) — письменниця;
- Г.Гарбук — актор;